# Muzeum Jerke
Muzeum Jerke (niem. Museum Jerke) – muzeum sztuki w Recklinghausen, pierwsze zagraniczne prywatne muzeum, poświęcone polskiej sztuce awangardowej.
Otwarte zostało pod koniec kwietnia 2016 r. w centrum Recklinghausen, przy rynku Starego Miasta, przez niemieckiego kolekcjonera dr Wernera Jerke.